# Maruzen
Maruzen (マルゼン) es una empresa japonesa de material para airsoft. Entre los numerosos modelos de armas, réplicas, destacan las M1100, CA870, M870; así como diferentes modelos de rifles como el APS Type 96 y diversas variantes del APS2. También disponen de réplicas de pistolas como la APS3 y la APS1 Grandmaster.
Maruzen es también el nombre de una conocida cadena de librerías en Japón.
- Datos: Q9029858